# Walter Lange (Unternehmer)
Walter Lange (* 29. Juli 1924 in Dresden; † 17. Januar 2017 in Ingolstadt) war ein deutscher Uhrmacher und Unternehmer.

## Leben

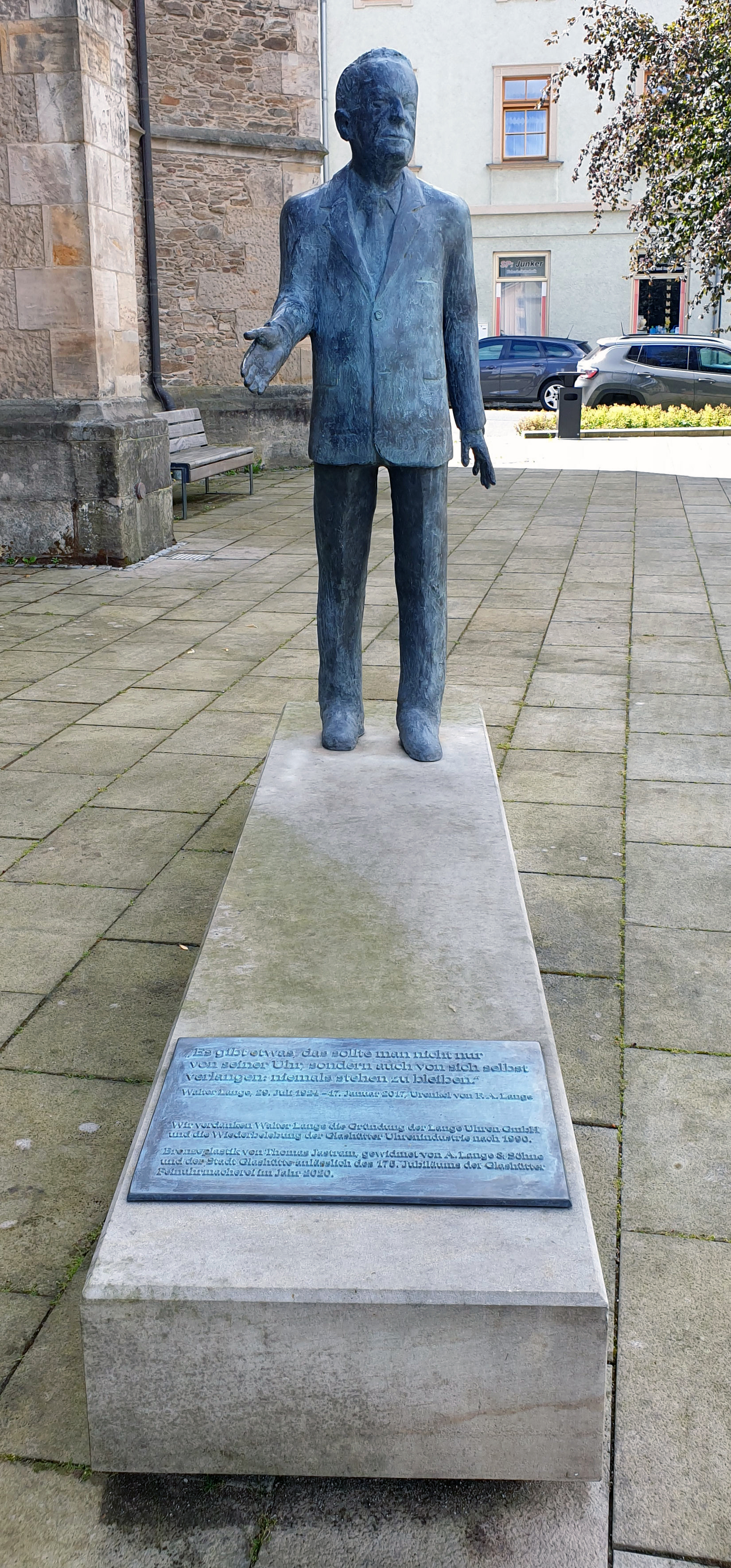
Skulptur am Markt 8, in Glashütte (Sachsen)

Walter Lange war der Urenkel des Firmengründers Ferdinand Adolph Lange (1815–1875) und Wiederbegründer der Luxusuhren-Marke A. Lange & Söhne in Glashütte. Sein Urgroßvater hatte 1845 in Glashütte eine Uhrenmanufaktur für hochwertige Taschenuhren gegründet, die dessen Sohn Friedrich Emil Lange (1849–1922) im Jahr 1875 mit seinem Bruder Richard (1845–1932) übernahm, nachdem sie 1868 in die Firma eingetreten waren.
Walter Lange besuchte die Volksschule und begann mit 16 Jahren eine Lehre als Uhrmacher, seiner Familientradition folgend. Er musste sie allerdings 1941 in Karlstein in Österreich beginnen, denn in Glashütte, wo Ferdinand Adolph Lange am 7. Dezember 1845 den Ruf der deutschen Feinuhrmacherei begründete, wurde nur die Meisterausbildung angeboten. Seine Lehre konnte Walter Lange erst nach dem Krieg an der Uhrmacherschule Glashütte bei Alfred Helwig beenden, denn nach eineinhalb Jahren wurde er 1942 mit 18 Jahren zum Militär eingezogen. Schwer am Bein verwundet von der Ostfront über die Ostsee in Deutschland zurück, wurde er in einem Lazarett zehn Kilometer vom sächsischen Glashütte untergebracht.
Vom 7. bis 15. Mai 1945 war er auf Urlaub bei der Familie in Glashütte, als am 8. Mai 1945 Bomben das Hauptproduktionsgebäude zerstörten. Sein Vater Rudolf Lange (1884–1954) und dessen Brüder Otto und Gerhard leiteten seit 1919 die Manufaktur. Die Familie wurde am 20. April 1948 enteignet und die Firma zunächst in den Volkseigenen Betrieb (VEB) Lange umgewandelt und am 1. Juli 1951 mit anderen Anbietern zum VEB Glashütter Uhrenbetriebe (GUB) zwangsvereinigt. Nach der Enteignung durften Langes Vater und seine Brüder die eigene Manufaktur nicht mehr betreten. Am 15. November 1948 floh Lange in den Westen, um der Zwangsverpflichtung im Uranbergbau zu entgehen. Lange ging in die badische Uhr- und Schmuckstadt Pforzheim, wo er seine Frau Jutta kennenlernte, die auch aus dem Müglitztal bei Glashütte stammte.
In Pforzheim stellte Walter Lange ab 1952 (Markeneintrag 1951) gemeinsam mit seinem 1950 ebenfalls geflüchteten Bruder Ferdinand Adolph (II) zunächst Uhren unter dem Namen „A. Lange Pforzheim“ "ALP" aus zugekauften Komponenten her. Es war ein mittelständischer Betrieb mit sechs Angestellten im Hause und drei Mitarbeitern im Außendienst. Ferdinand Adolph (II) führte die Geschäfte, Walter war Werkstattleiter. Im schweizerischen Biel ließen sie später Uhren fertigen, die als „Lange vorm. Glashütte“ verkauft wurden. Im Jahr 1983 wurde die Uhrengroßhandlung aufgelöst. Ab 1968 arbeitete Walter Lange als Außendienstmitarbeiter für die Schmuckwarenindustrie und besuchte 1976 erstmals wieder Glashütte. Einen engen Kontakt in die Heimat hielt er unter anderem zu seinem Cousin, dem Lampenschirmhersteller Heinz Gutkaes in Kurort Hartha.
Die deutsche Wiedervereinigung 1990 ermöglichte die Fortführung des Familienbetriebs. Walter Lange hoffte, das Unternehmen seines Vaters rückübertragen zu bekommen. Da das Bundesentschädigungsgesetz aber nur für Enteignungen der DDR-Zeit galt und das Unternehmen bereits 1948 enteignet wurde, war eine Rückgabe ausgeschlossen. Lange gründete in Glashütte die Lange Uhren GmbH und belebte damit das Erbe seiner Vorfahren. Am 7. Dezember 1990, auf den Tag genau 145 Jahre nach der Gründung von A. Lange & Söhne, meldete er unter der Adresse einer früheren Klassenkameradin die Marke in Glashütte wieder an. Gemeinsam mit dem Unternehmer Günter Blümlein und 15 Mitarbeitern begann er. 1994 wurde die „Lange 1“ vorgestellt. Zuletzt wirkte er als Repräsentant des Unternehmens mit etwa 770 Mitarbeitern weltweit, davon rund 650 in Glashütte, das seit 2001 zum Schweizer Luxusgüterkonzern Richemont mit Sitz im Kanton Genf gehört.
Walter Lange starb am 17. Januar 2017 in einer Rehaklinik, nachdem er sich von einem Sturz vier Wochen zuvor nicht mehr erholt hatte. Die Beisetzung erfolgte am 27. Januar 2017 im Familiengrab auf dem Friedhof in Glashütte. Sein Sohn Benjamin führt die Familientradition fort.
2020 blickte Glashütte auf 175 Jahre Uhrengeschichte zurück. Im Rahmen dieses Jubiläums wurde am 18. September 2020 das Walter Lange Denkmal Glashütte eingeweiht.

## Ehrungen
Lange wurde 1995 Ehrenbürger der Stadt Glashütte. Im Juli 1998 bekam er den Sächsischen Verdienstorden. 2013 wurde Lange die Auszeichnung Hommage à la Passion für sein Lebenswerk von der „Fondation de la Haute Horlogerie (FHH)“ (Stiftung zur Förderung der hohen Uhrmacherkunst) in Lausanne in der Schweiz verliehen. 2015 bekam er das Bundesverdienstkreuz 1. Klasse des Verdienstordens der Bundesrepublik Deutschland.